# Anniek Pheifer
Anniek Laura Pheifer (Assen, 16 oktober 1977) is een Nederlands actrice.

## Levensloop
Ze is dochter van een onderwijzersechtpaar. Pheifer volgde op het Zernike College te Groningen een Vooropleiding Theater (de school had een theaterklas). Daarna trok ze naar de acteursopleiding aan de Theaterschool in Amsterdam. Ze was verbonden aan het Nationale Toneel in Den Haag. Voor haar acteerprestaties ontving ze in 2006 en 2009 de Guido de Moorprijs.
Sinds 1998 is Pheifer op televisie te zien. Haar eerste rol was in Celluloid Blues, een NPS-film onder regie van Jurriaan Rood. Daarna volgden Ina und Leo bij de ARD en gastrollen in In de Vlaamsche Pot, Baantjer, Russen en Trauma 24/7. Haar eerste hoofdrol was bij In de Praktijk voor haar weggelegd, waarin ze doktersassistente Klaartje was. In 2001 was ze een jaar lang als Iris de Haas te zien in Westenwind bij RTL 4. In 2003 vertolkte Pheifer de rol van Hetty in Grijpstra & De Gier, eveneens bij RTL 4. In 2004 speelde ze bij de VPRO in Jiskefet de Poolse vriendin Ilja in een kerstaflevering en in 2005 in de serie Sint Hubertusberg de stagiaire Rita (kleine zuster) in een verpleeghuis.
Vanaf 2003 speelde Pheifer in de telefilms Zinloos van Arno Dierickx en Wijster van Paula van der Oest. In 2001 gingen er twee films met Pheifer in première: Costa! van Johan Nijenhuis en Ik ook van jou van Ruud van Hemert, waarin ze de rol van Liesbeth speelde. In 2002 was ze te zien in Hotel Heimwee, onder regie van Porgy Franssen, in 2005 in de populaire speelfilm Het Schnitzelparadijs van Martin Koolhoven en in 2010 in de bioscoopfilm First Mission van Boris Paval Conen, waarin ze de hoofdrol speelde (Marina).
In 2015 ontving zij de Mary Dresselhuys Prijs uit handen van Petra Laseur.

## Theater
- Orestes (Nationale Toneel, 2001)
- Prefab Four (Orkater, 2003)

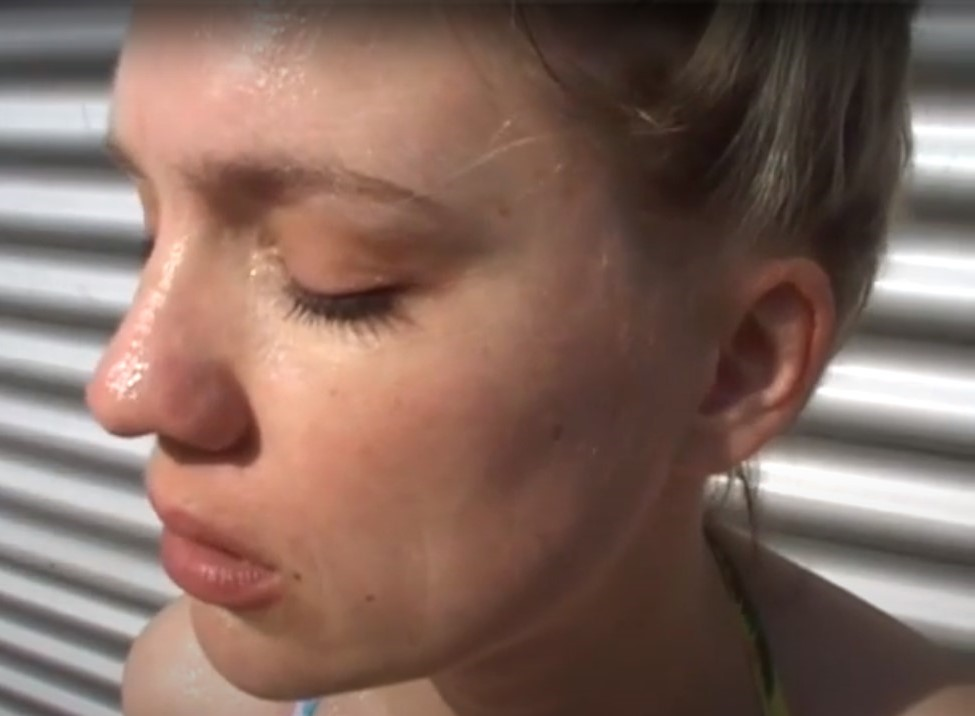
Anniek Pheifer in Parasieten (2009)

- Slippers (Impresariaat Wallis, 2004)
- Phèdre (Nationale Toneel, 2005)
- Triptiek (Nationale Toneel, 2006)
- Othello (Nationale Toneel, 2006)
- Levende Doden (Nationale Toneel, 2007)
- As You Like It (Nationale Toneel, 2008) (rol: Rosalind)
- Thérèse Raquin (Nationale Toneel, 2008)
- Carmen (Nationale Toneel, 2008)
- Parasieten (Nationale Toneel, 2009) (rol: Friderike)
- De kersentuin (Nationale Toneel, 2009–2010)
- Verre vrienden (Nationale Toneel, 2010)
- Nachtgasten (Theater aan het Spui, 2011), improvisatie
- Begeerte heeft ons aangeraakt (Nationale Toneel, 2011)
- Driestuiversopera (Nationale Toneel, 2011)
- Midzomernachtdroom (Nationale Toneel, 2011)
- Koninginnenacht (Nationale Toneel, 2012)
- Drie Zusters (Nationale Toneel, 2012)
- De Storm (Nationale Toneel, 2014)
- De Ideale Man (Nationale Toneel, 2014)
- Blauwdruk voor een nog beter leven (Nationale Toneel, 2014)
- De Gouden Draak (Nationale Toneel, 2015)
- Ondertussen in Casablanca (Nationale Toneel, 2017)
- The Nation (Nationale Toneel, 2017)
- Gidsland (Mugmetdegoudentand, 2017)
- De Oresteia (Het Nationale Theater, 2018)
- Noem het maar liefde (Toneelgroep Maastricht, 2019)
- Kreutzer vs. Kreutzer (Orkater, 2019)
- Vrijdag (Toneelgroep Maastricht, 2021)

## Cabaret
- En en (Senf Theaterpartners, 2022)
- En en (Pheifer & Blom, 2022)

## Filmografie

### Film
- Ik ook van jou (2001)
- Costa! (2001), als Maureen
- AmnesiA (2001), als doktersassistent
- Egofixe (2003)
- Onder controle (2004)
- Zinloos (2004), als Carina
- Het schnitzelparadijs (2005), als meisje in de disco
- Doodeind (2006), als Barbara
- Wijster (2008), als Cecile Vos
- First Mission (2010), als Marina
- Hartenstrijd (2016), als Merel
- Klein IJstijd (2017), als Sallie
- Het leven is vurrukkulluk (2018), als Etta
- All You Need Is Love (2018), als Sandra
- Bumperkleef (2019), als Diana
- Mi Vida (2019), als Barbara
- Nr. 10 (2021), als Isabel
- Captain Nova (2021), als Nova (in 2050)
- Tot zonsondergang (2022), als Bonnie
- Rocco & Sjuul (2023), als Marja
- Opa Cor (2024), als groepstherapeut
- Drie Dagen Vis (2024), als longarts
- Fabula (2025), als Dien

### Televisie
- In de praktijk (1998), als Klaartje
- Baantjer (2000), als Muriëlle Kempers, aflevering De Cock en de man die zijn gezicht verloor
- Westenwind (2001–2003), als Rosa Wellen resp. Iris de Haas
- Grijpstra & De Gier (2004–2006), als Hetty Mulder
- Jiskefet - (2004), Ilja in een kerstaflevering; (2005), Rita (kleine zuster) in Sint Hubertusberg
- Spoorloos verdwenen (2007), als Karin Verhulst
- Radio Bergeijk (2007)
- Het Klokhuis (2008–2022), als Aafke (Mimi & Aafke) & Leonoor (Het Klokhuis Kantoor)
- Wie is de Mol? (2009) als zichzelf
- Wat vindt Nederland? (2010) als zichzelf
- Van God Los (2012)
- Mixed Up (2012)
- De vloer op (2012–2020)
- De ontmaskering van de Vastgoedfraude (2013), als Jessica Boelens
- Bellicher: Cel (2013), als Guusje van Donnee
- De Prooi (najaar 2013), als de assistente van Rijkman Groenink
- Penoza (najaar 2013), als Deborah Korija
- Taart (2014), als Merel
- Bitterzoet (2016), als Anna
- De Jacht (2016), als Carla de Jager
- Foute vriendinnen (2018)
- Mocro Maffia (2018), als Sanne
- Toren C (2020), verschillende rollen
- Nieuw zeer (2020 - ? ), verschillende rollen
- Vliegende Hollanders (2020), Suze Plesman
- Hoe mijn keurige ouders in de bak belandden (2021), Kim Winkelman[3]
- De Slimste Mens (2022/2023), Ze eindigde als tweede, achter dichter Martin Rombouts.[4][5]
- Anoniem (2023), als Sarah Jansen
- Hotel Hollandia (2023), als receptioniste Nancy[6]
- LOL: Last One Laughing Nederland (2023) als zichzelf
- Beat the Champions VIPS (2024) als zichzelf
- Popquiz Oranje (2024) als zichzelf
- Oh, wat een jaar! (2024) als zichzelf
- DNA Singers (2024) als zichzelf
- Waku Waku (2024) als zichzelf
- De Slimste Mens (2025) als zichzelf
- De F*ckulteit (2025), Karin Hartman

## Persoonlijk
Pheifer is opgegroeid in Veenhuizen (Drenthe) waar haar vader onderwijzer was op de plaatselijke basisschool. 
Pheifer is getrouwd met acteur René van Zinnicq Bergmann, met wie zij twee zoons heeft.